# Bahnhof Kinding (Altmühltal)
Der Bahnhof Kinding (Altmühltal) ist eine Betriebsstelle der Schnellfahrstrecke Nürnberg–Ingolstadt.
Die Station liegt westlich des oberbayerischen Marktes Kinding, unweit der Bundesautobahn 9. Sie ist neben den Bahnhöfen Allersberg (Strecken-km 25,4) und Ingolstadt Nord (km 86,8) einer von drei Bahnhöfen der Neubaustrecke Nürnberg–Ingolstadt, die Reiseverkehrsanlagen aufweisen. Die Anlage liegt unmittelbar zwischen dem nördlich angrenzenden Schellenbergtunnel (650 m) und dem südlich folgenden Irlahülltunnel (7260 m).
Kinding ist neben dem nördlich an derselben Strecke gelegenen Allersberg sowie Limburg Süd und Montabaur (beide an der Schnellfahrstrecke Köln–Rhein/Main) einer von vier deutschen Personenbahnhöfen, die planmäßig mit 300 km/h durchfahren werden können.
Der Bahnhof wurde am 6. Dezember 2006 mit einem Festakt eröffnet und wird seit 10. Dezember 2006 von Personenzügen bedient. Im Betriebsstellenverzeichnis wird er unter der Abkürzung MKIG geführt und ist in die Preisklasse 6 (Regionalverkehrshalt) eingestuft. Die Station ist dem Bahnhofsmanagement Rosenheim zugeordnet.

## Verkehrsanbindung
Die Station ist seit dem 10. Dezember 2006 in Betrieb und wird von Regionalzügen bedient. Bis dahin fuhren ausschließlich ICE-Züge auf der Strecke, die den Bahnhof ohne Halt passieren.
Seit Fahrplanwechsel Dezember 2006 halten am Bahnhof Kinding die bis zu 200 km/h schnellen RegionalExpress-Züge des München-Nürnberg-Express. Die Züge verkehren im Zweistundentakt, am Wochenende teilweise im Stundentakt, zwischen Nürnberg und Ingolstadt, wobei die meisten Züge bis München durchgebunden werden. Von Gleis 1 (östlich der durchgehenden Hauptgleise) verkehren dabei die Züge in Richtung Nürnberg, vom Gleis 4 in Richtung Ingolstadt und München.
| Linie | Laufweg                                                                            | Verkehrsangebot                                |
| ----- | ---------------------------------------------------------------------------------- | ---------------------------------------------- |
| RE1   | München-Nürnberg-Express: Nürnberg – Allersberg – Kinding – Ingolstadt (– München) | 120-Minuten-Takt Wochenende: teils Stundentakt |

Ein anfänglicher Busverkehr zwischen Greding und Kinding wurde aufgrund geringer Nachfrage weitgehend wieder eingestellt.

## Infrastruktur

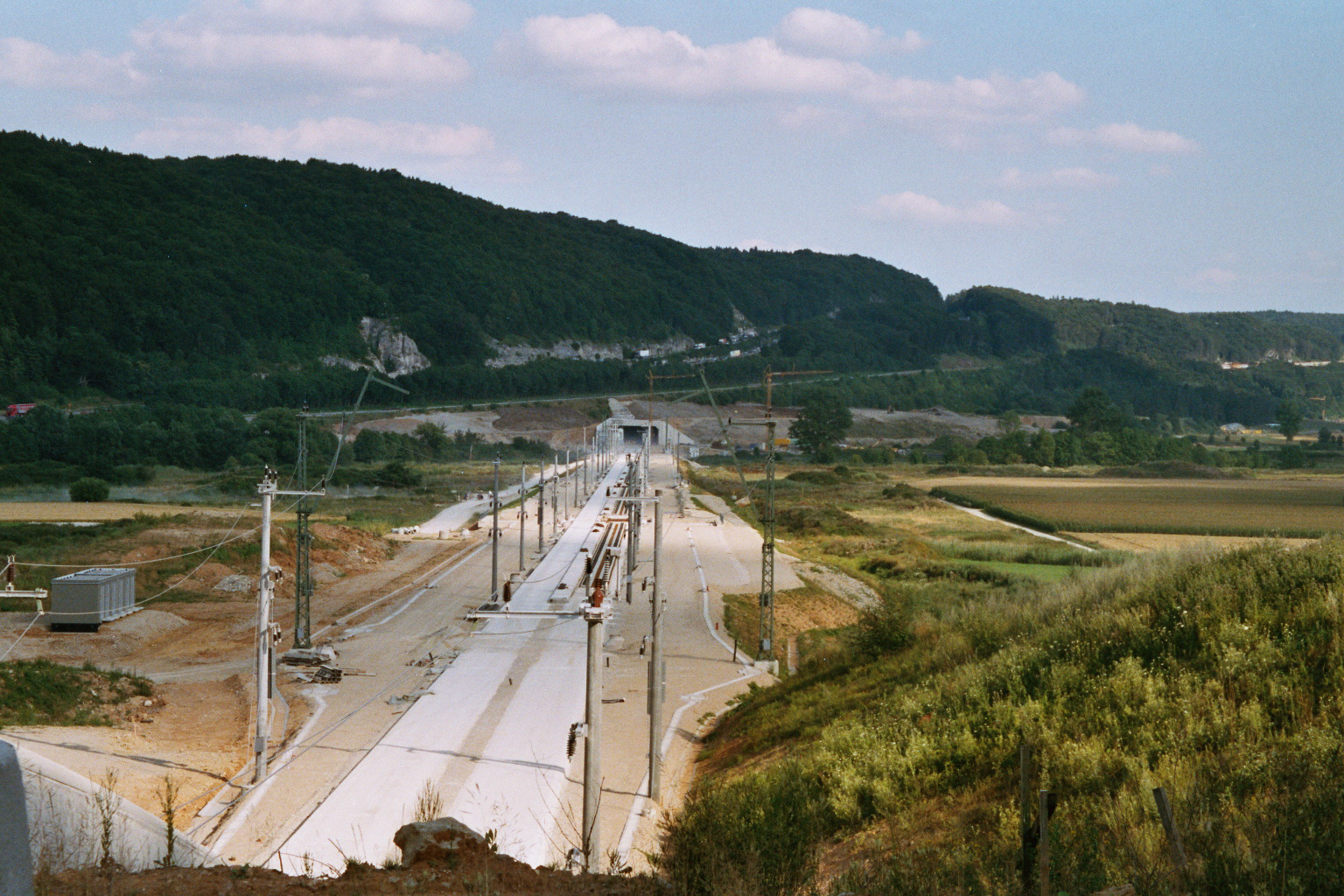
Die im Bau befindliche Station im Juli 2004

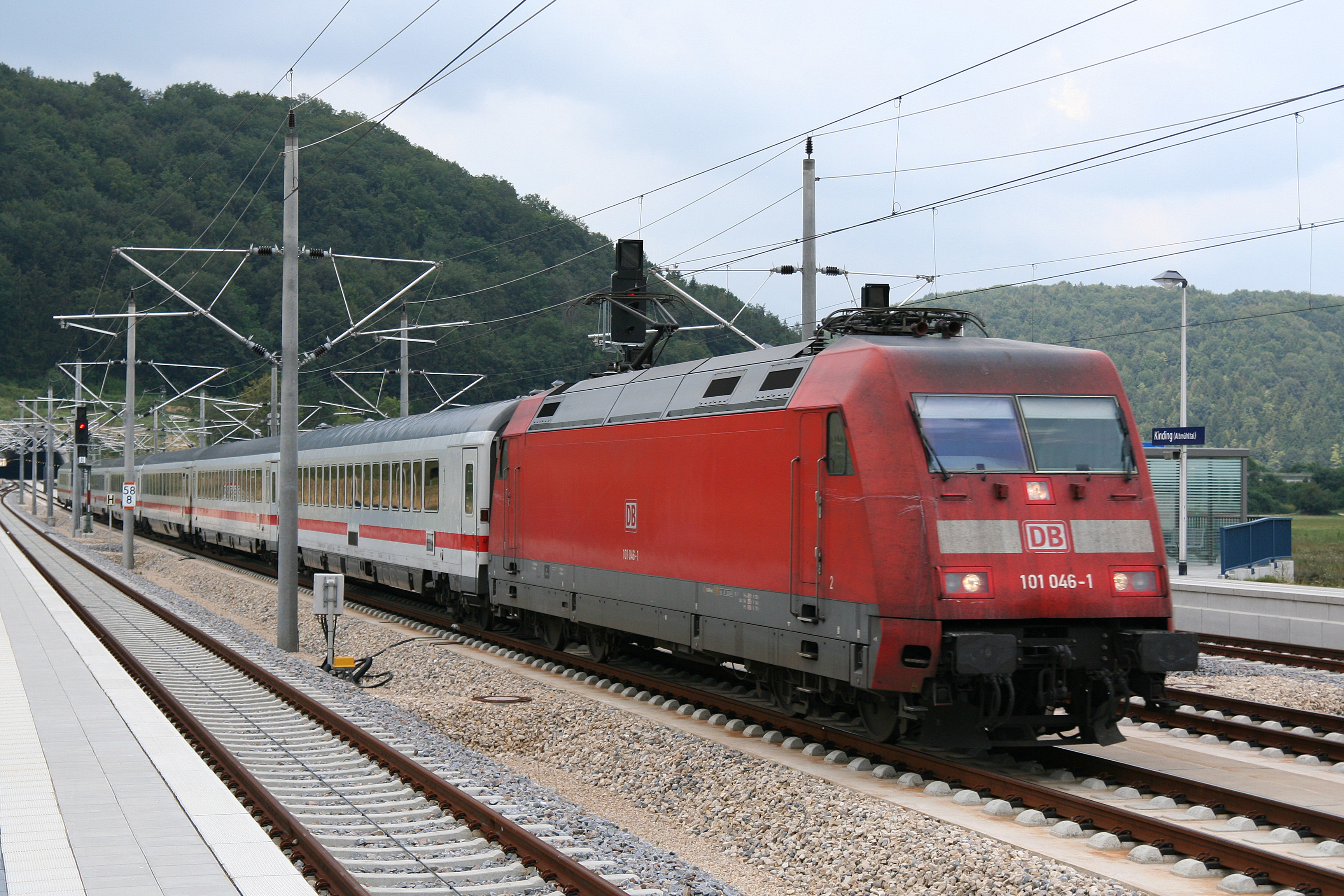
Ein InterCity passiert den Bahnhof Kinding Richtung Nürnberg ohne Halt

Der viergleisige Bahnhof liegt etwa einen Kilometer von der Anschlussstelle Altmühltal der Autobahn 9 entfernt. Er verfügt über einen Park-and-ride-Parkplatz mit 100 Stellplätzen für Pkw und mehreren Haltebuchten für Busse. Von dort führt eine Rampe zum Gleis 1, während in Richtung Gleis 4 eine Unterführung unter den Gleisen verläuft, an die sich jeweils eine Rampe anschließt.
Ein Empfangsgebäude sucht man am Bahnhof Kinding vergebens. Im einzigen Gebäude des Bahnhofs ist eine Unterzentrale des elektronischen Stellwerks der Strecke installiert.

### Bahnanlage

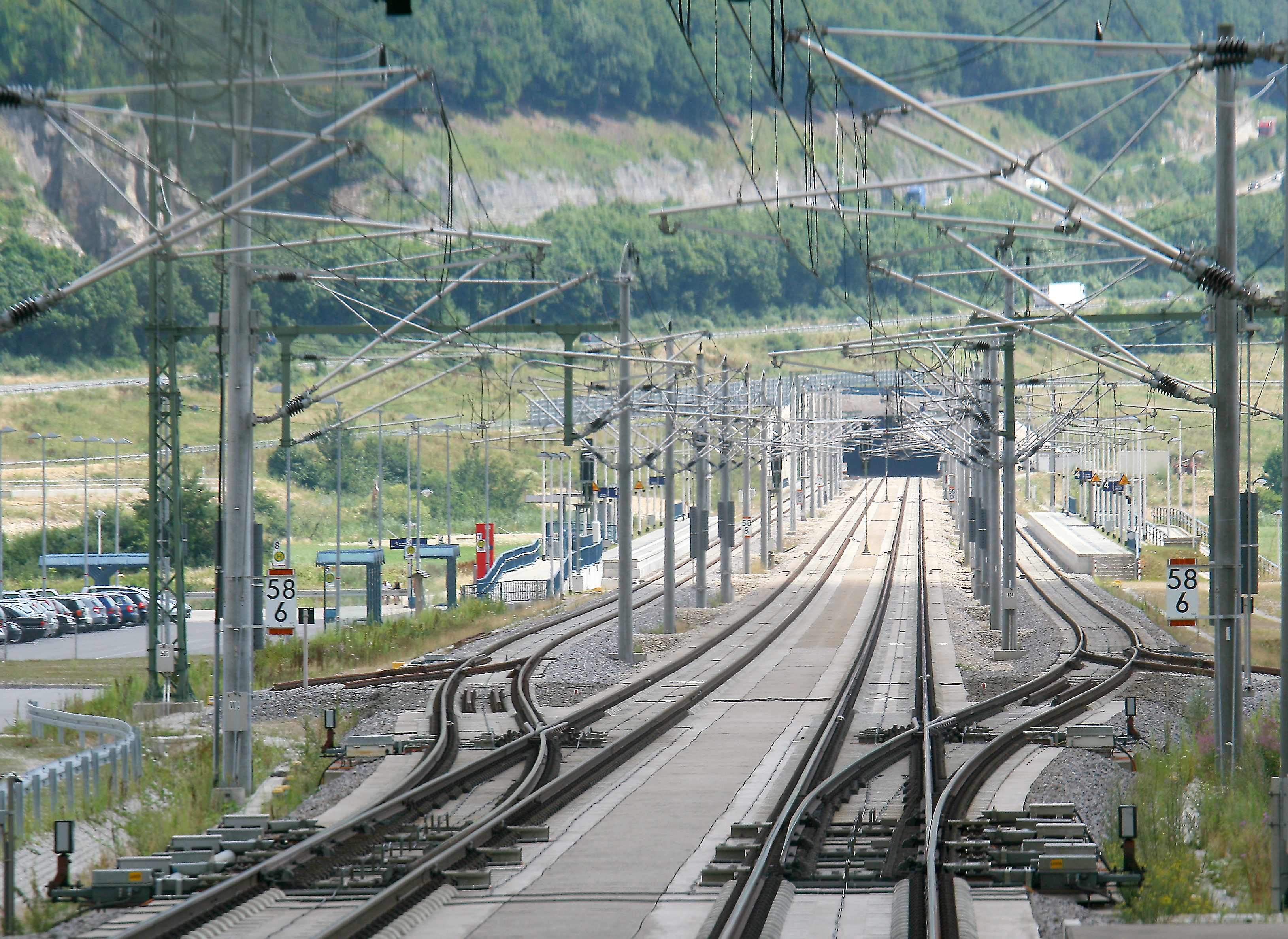
Die beiden mittleren der vier Gleise sind mit 300 km/h befahrbar, die beiden außen liegenden Bahnsteiggleise mit 100 km/h

Der Bahnhof verfügt über zwei durchgehende Mittelgleise, die mit 300 km/h befahrbar und in Fester Fahrbahn mit UIC-60-Schienen ausgeführt sind. Eine Geschwindigkeitsverminderung zur Durchfahrt ist nicht nötig. Haltende Züge fahren mit maximal 100 km/h über Weichen die Bahnsteiggleise der beiden Außenbahnsteige an. Am Nordkopf des Bahnhofs im Schellenbergtunnel liegt ein Gleiswechsel mit vier Weichen, die abzweigend mit 130 km/h befahren werden können.
Die Bahnsteige wurden von ursprünglich 170 auf je 186 Meter verlängert. Die beiden Bahnsteiggleise sind in konventionellem Schotteroberbau mit Schienenprofil S54 ausgeführt und können auch als Überholgleise genutzt werden, um vorrangigen Zügen das Überholen zu ermöglichen. Auf den Bahnsteigen ist je eine Wetterschutzanlage mit sechs Sitzplätzen angebracht.
Eine Besonderheit der Station sind die südlichen Bahnsteigweichen, die in dem zu diesem Zweck besonders breit gebauten Nordportal des Irlahülltunnels liegen. Diese Maßnahme war notwendig, um die beiden Bahnsteiggleise in voller Länge zwischen den beiden Tunneln unterzubringen. Im Schellenbergtunnel nördlich der Station ist auch ein Gleiswechsel mit vier Weichen eingerichtet. Für diesen Tunnel wurde in der Nähe seines Südportals unmittelbar nördlich des Bahnsteigs vier ein Rettungsplatz mit Wendemöglichkeit für Rettungsfahrzeuge angelegt.

### Altmühlbrücke
Vor Eintritt in den Irlahülltunnel überquert die Strecke mit vier Gleisen die Altmühl (Strecken-km 59,4). Die 79 m lange und 26,15 m breite Brücke besteht aus zwei parallelen Durchlaufträgern, die jeweils zwei Gleise aufnehmen. Die Stützweiten der Träger, die als zweiteilige Hohlkästen mit einer Bauhöhe von 2 m errichtet wurden, liegen bei 24,5  + 30 m + 24,5 m.
Bemerkenswert ist der schiefe Übergang zwischen Brücke und Bahndamm. Die Längsachse der Brücke und die Achse der Brückenlager in Querrichtung bilden dabei einen Winkel von 60 Grad. Das Eisenbahn-Bundesamt erteilte eine Sondergenehmigung (Zustimmung im Einzelfall) für diesen schiefen Übergang zwischen Brücke und Damm.
Das Bauwerk wurde mit einem Traggerüst in einer Bauzeit von 20 Monaten erstellt.

## Geschichte

### Hintergrund
Der Kindinger Gemeinderat lehnte 1985 die Führung der Neubaustrecke über Ingolstadt strikt ab.
In den Raumordnungsunterlagen der Strecke war ein Ausbau der Überholbahnhöfe Allersberg und Kinding zu Regionalbahnhöfen bereits als Option vorgesehen.
Mitte 1990 war bei Kinding ein Überholbahnhof geplant. Ein Halt für Regionalzüge sei aufgrund eines ungesicherten Verkehrsaufkommens im Frühjahr 1991 nicht gesichert gewesen.
In der am 20. Juni 1991 vorgelegten Landesplanerischen Beurteilung der Strecke machte das Bayerische Umweltministerium der Deutschen Bundesbahn unter anderem zur Auflage, die Überholbahnhöfe Allersberg und Kinding zu Regionalbahnhöfen auszubauen.

### Planung
Nach dem Planungsstand von August 1993 war bei Kinding ein Überholbahnhof mit jeweils einem seitenrichtigen Überholgleis geplant. Die Anlagen für einen Regionalbahnhof waren vorgesehen. Die Auswirkungen von Regionalbahnhöfen in Allersberg und Kinding war Mitte 1993 Gegenstand einer Informationsveranstaltung bei der Regierung von Mittelfranken. Abgeordnete und Bürgermeister aus dem Landkreis Roth setzten sich für die Bahnhöfe ein. Geplant war ein stündliches Verkehrsangebot mit 16 Zugpaaren pro Tag.
Im Rahmen des Planfeststellungsverfahrens gingen gegen die Neubaustrecken-Pläne in Greding bis Ende März 1993 rund 50 Einwendungen ein, die von der Stadt zusammengefasst und an die Bundesbahn übergeben wurden. Kernpunkt der Kritik war der Landbedarf der Strecke. Im Übrigen wurde ein Ausbau des Überholbahnhofs zum Regionalbahnhof gefordert.
Nach dem Planungsstand von Mitte 1994 war der Bahnhof als reiner Überholbahnhof konzipiert, der bei Bedarf zu einem Regionalbahnhof hätte ausgebaut werden sollen. Nördlich und südlich der Station waren jeweils Gleiswechsel zwischen den Streckengleisen mit je vier Weichen vorgesehen.
Anfang April 1995 begannen, unter anderem, im Altmühl- und Anlautertal die archäologische Vorerkundung. Die DB und die Denkmalschutzbehörde übernahmen die Kosten von 4,2 Millionen DM jeweils zur Hälfte.
Ende Juni 1995 betonte Bayerns Wirtschafts- und Sozialminister Otto Wiesheu auf einer Regionalkonferenz erneut, dass der Freistaat beide Bahnhöfe bei der DB bestellen werde und diese die Infrastruktur zu finanzieren habe. Eine endgültige Entscheidung solle im Oktober fallen. Kurz darauf kritisierten die Bürgermeister von 13 Gemeinden im Einzugsbereich der Trasse, dass klare Aussagen fehlten.
Im April 1998 bestellte der Freistaat Bayern den Ausbau des Überhol- zu einem Regionalbahnhof. Dabei waren zwei 170 m lange Außenbahnsteige vorgesehen. Nach dem Planungsstand von 1999 waren in beiden Bahnhofsköpfen weiterhin Gleiswechsel mit jeweils vier Weichen vorgesehen.
Das Bauwerk war Teil des Planfeststellungsabschnitts 52 der Neubaustrecke und zählte zum Los Mitte.

### Bau

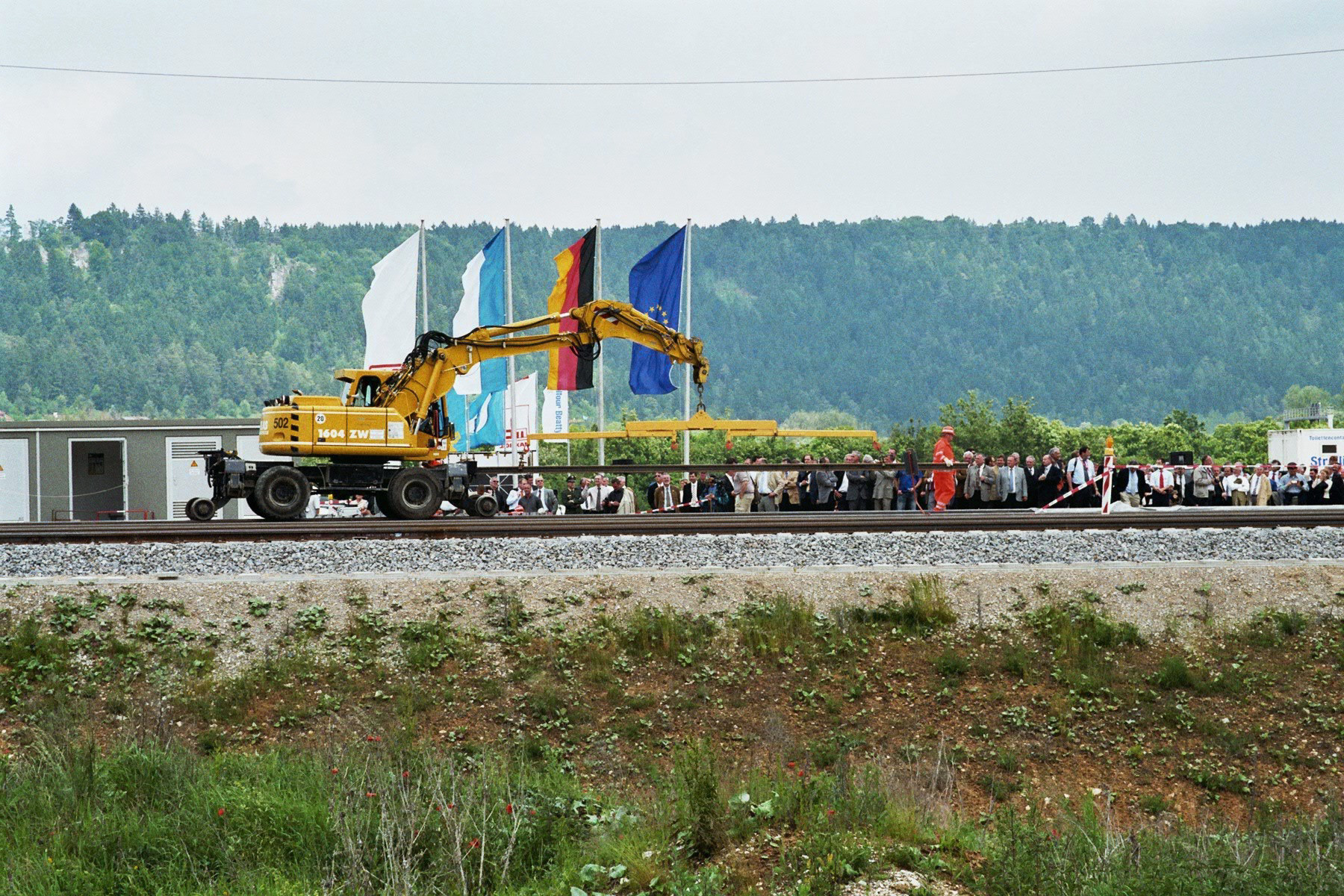
Feierlicher „Lückenschluss“ am 13. Mai 2005

In der Bauphase gehörte der Bahnhof zum Baulos Mitte der Neubaustrecke, das von Hochtief (München) errichtet wurde.
Laut Angaben der Deutschen Bahn von 2005 müsse der Bahnsteig der in Richtung Nürnberg fahrenden Züge „aus signaltechnischen Gründen“ verlängert werden.

#### Symbolischer Lückenschluss
Am 13. Juni 2005 wurde am östlichen Bahnsteiggleis der feierliche „Lückenschluss“ der Schnellfahrstrecke gefeiert, das Einsetzen und Verschweißen des letzten Gleisstücks der Neubaustrecke. Zu diesem Zweck wurde vor den Feierlichkeiten ein elf Meter langes Gleisstück am nördlichen Bahnsteiggleis 1 herausgeschnitten und per Bagger in den angrenzenden Schellenbergtunnel verbracht. Wenige Stunden später wurde es unter Anwesenheit einiger hundert Gäste wieder verschweißt. Die entsprechende Schweißnaht ist bis heute auf Höhe des Stellwerksgebäudes zu sehen.

## Betrieb

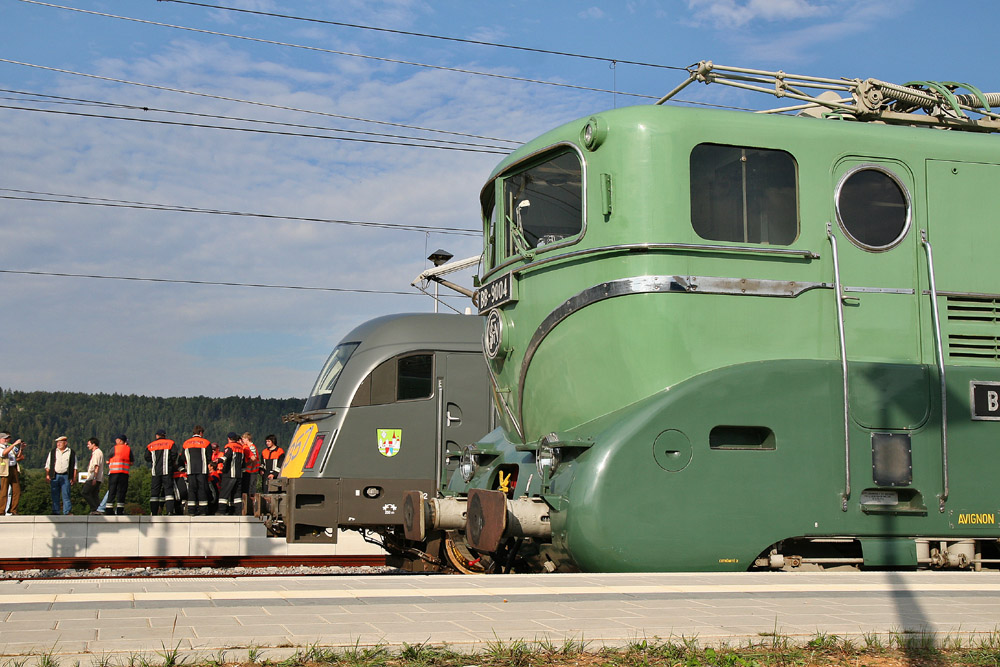
Alte und neue Weltrekord-Lok im Bahnhof

Zur Inbetriebnahme des Bahnhofs wurde das Busliniennetz im Landkreis Eichstätt grundlegend verändert.
Nach einem Jahr Betrieb zog DB Regio Anfang Dezember 2007 Bilanz. Mit täglich knapp 100 Fahrgästen sei die Entwicklung des Bahnhofs hinter den Erwartungen zurückgeblieben. Die Nachfrage habe sich dabei im Wesentlichen auf Pendlerzüge morgens und abends konzentriert.
Tariflich kamen für Fahrten von und zum Bahnhof zunächst die Tarife der Deutschen Bahn bzw. des Omnibusverkehrs Franken zur Anwendung. Zum Fahrplanwechsel im Dezember 2013 wurde der Bahnhof in den Verkehrsverbund Großraum Nürnberg (VGN) integriert. Seither gelten die Tarife des VGN in Richtung Norden und die des INVV südwärts.

### Schnellfahrten
Am 4. August 2011 erreichte ein Velaro-D-Triebzug bei einer Testfahrt im Bahnhof Kinding eine Geschwindigkeit von 352 km/h.
Am 2. September 2006 fand am Bahnhof eine große Feier zur 357-km/h-Weltrekordfahrt einer EuroSprinter-Lokomotive statt. Dabei wurden neben der Weltrekordlokomotive unter anderem auch die französischen Rekordloks CC 7107 und BB 9004 am westlichen Bahnsteig ausgestellt.

## Ausblick
Ab Dezember 2028 ist auf dem RE 1 ein stündliches Verkehrsangebot geplant.

## Überreste des ehemaligen Bahnhofs Kinding

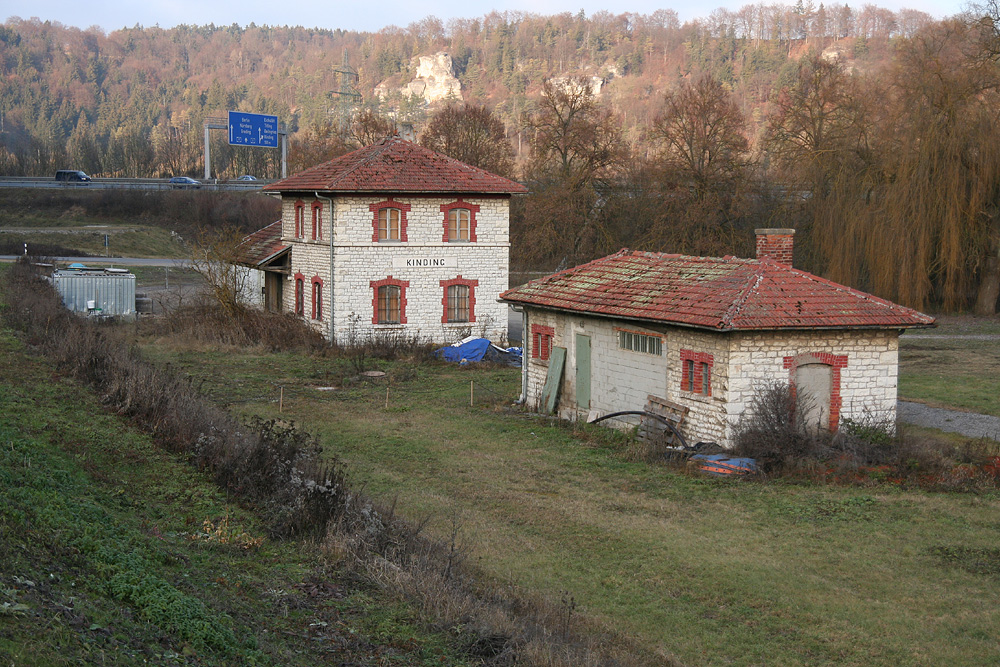
Das Bahnhofsgebäude des ehemaligen Kindinger Bahnhofs

In unmittelbarer Nähe unterhalb der heutigen Station liegt das historische Empfangsgebäude des ehemaligen Bahnhofs Kinding an der Altmühltalbahn. Der Personenverkehr auf dem zugehörigen Streckenabschnitt zwischen Beilngries und Kipfenberg wurde am 2. Oktober 1955 eingestellt. Der Streckenabschnitt wurde am 3. Juni 1970 stillgelegt und ist inzwischen zurückgebaut. Das alte Bahnhofsgebäude wird noch von einem örtlichen Tennisverein genutzt und instand gehalten. Nur der daran vorbeiführende Altmühltalradweg erbringt ein regelmäßiges Verkehrsaufkommen.

## Kosten und Finanzierung
Die Finanzierung des Bahnhofs erfolgte außerhalb der im Dezember 1996 zwischen Bundesverkehrsministerium und Deutscher Bahn geschlossenen Finanzierungsvereinbarung des Projekts Nürnberg–Ingolstadt–München. Die Station war ein Teil eines 306 Millionen Euro umfassenden Paketes mit Finanzierungsbeiträgen Dritter, zu dem neben den drei Regionalbahnhöfen der Strecke unter anderem auch die Kosten für den S-Bahn-Ausbau zwischen München-Obermenzing und Dachau, die Beseitigung von 14 Bahnübergängen zwischen Ingolstadt und München enthalten waren. Die Kosten des Bahnhofs sind öffentlich nicht bekannt.